# Regina Time
Regina Time (* 24. Juni 1980 in Vöcklabruck, Oberösterreich) ist eine österreichische Sportschützin.

## Werdegang
Time gehört zum Kader des Österreichischen Schützenbundes und ist Spezialistin mit dem Luftgewehr, dem Kleinkaliber und der Armbrust. In diesen Disziplinen konnte sie insgesamt neun österreichische Staatsmeisterschaften gewinnen.
Bei der Luftgewehr-Europameisterschaft in Odense gewann Time mit ihren Teamkolleginnen Lisa Ungerank und Olivia Hofmann die Bronzemedaille.